# جاك بارزون
جاك مارتن بارزون (بالفرنسية: Jacques Barzun)‏
```
(وُلد في 30 نوفمبر عام 1907 – توفي في 25 أكتوبر عام 2012)
[
20
]
 هو 
مؤرخ
 
فرنسي
 أمريكي اشتُهر بدراساته المتعلقة بتاريخ الأفكار والتاريخ الثقافي. كتب بارزون عن طيفٍ واسع من المواضيع، مثل رياضة البيسبول وروايات الغموض والموسيقا الكلاسيكية، وعُرف أيضًا بكونه فيلسوفًا في التربية. في كتاب 
معلّم في أمريكا
 (1945)، كان لبارزون أثر على تدريب معملي المدراس في الولايات المتحدة الأمريكية.
[
21
]
```

نشر بارزون أكثر من 40 كتاب، ونال وسام الحرية الرئاسي الأمريكي، وحصل على وسام جوقة الشرف الفرنسي برتبة فارس. يُعتبر مؤلفه التاريخي، من الفجر حتى الانحطاط: 500 عام من الحياة الثقافية الغربية، منذ عام 1500 حتى الحاضر (2000)، رائعته الأدبية وأفضل أعماله، ونُشر عندما كان بارزون في الثالثة والتسعين من عمره.

## حياته
وُلد جاك مارتن بارزون في كريتاي ضمن فرنسا، والده هنري-مارتن ووالدته آنا-روز بارزون. أمضى بارزون طفولته في باريس وغرينوبل. كان والده عضوًا في مجموعة للفنانين والكُتاب اسمها أباي دو كريتاي، وعمل موظفًا في وزارة العمل الفرنسية. زار بيت عائلة بارزون الكثير من الفنانين الحداثيين في فترة من تاريخ فرنسا عُرفت باسم الحقبة الجميلة، فعلى سبيل المثال، زار المنزل الشاعر غيوم أبولينير والرسامون التكعيبيون ألبرت غيلزس ومارسيل دوشامب والمؤلف الموسيقي إدغار فاريز والكُتاب ريتشارد ألدينغتون وشتيفان زفايغ.
عندما سافر والد بارزون إلى الولايات المتحدة الأمريكية في بعثة دبلوماسية خلال الحرب العالمية الأولى (1914–1918)، أحب البلد كثيرًا وقرر أن يُدرّس ابنه في جامعات أمريكا. لذا تعلّم جاك مارتن بارزون في مدرسة تحضيرية عندما كان في الثانية عشر من عمره، والتحق لاحقًا بجامعة كولومبيا ودرس الفنون المتحررة.
عندما كان بارزون طالبًا في جامعة كولومبيا، عمل ناقدًا دراميًا لدى صحيفة كولومبيا ديلي سبيكتيتور الجامعية، وكان رئيسًا للجمعية الفيلوليكسية Philolexian Society، ورئيسًا لنادي الأدب والمناظرة في جامعة كولومبيا، وحاصل على درجة الطالب المتفوق في صفه من عام 1927. حصل بارزون على شهادة الدكتوراه من جامعة كولومبيا عام 1932، ودرّس التاريخ في الجامعة منذ عام 1928 حتى عام 1955، فأصبح بمثابة المعلّم سيث لو في مجال التاريخ. هو أيضًا مؤسس منهج التاريخ الثقافي. عمل بارزون لسنوات مع الناقد الأدبي ليونيل تريلينغ على تطبيق منهج الكتب العظيمة الذي تُشتهر به جامعة كولومبيا. انتُخب بارزون زميلًا للأكاديمية الأمريكية للفنون والعلوم عام 1954.
شغل بارزون منذ عام 1955 وحتى عام 1968 عدة مناصب، فكان عميد مدرسة الخريجين وعميد الكليات ونائب رئيس المجلس، وكان أيضًا زميلًا استثنائيًا لكلية تشرتشل في جامعة كامبريدج. عمل بارزون بروفيسورًا جامعيًا منذ عام 1968 حتى تقاعده عام 1975 في جامعة كولومبيا. منذ عام 1951 حتى عام 1963، كان بارزون عضوًا في إدارة المحررين لنادي كتاب اشتراك القراء، وجمعية كتاب منتصف القرن اللاحقة (المحررون الآخرون هم دبليو. إتش. أودن وليونيل تريلينغ)، وأصبح لاحقًا المستشار الأدبي لدار النشر تشارلز سكرايبنيرز صنز منذ عام 1975 وحتى عام 1993.
في عام 1936، تزوج بارزون من ماريانا لويل، وهي عازفة كمان من عائلة بارزة في مدينة بوسطن. أنجب الزوجان ثلاثة أطفال: جيمس وروجر وإيزابيل. توفيت الزوجة ماريانا عام 1979. في عام 1980، تزوّج بارزون مرة أخرى من سيدة تُدعى مارغريت لي دافنبورت. عاشت عائلة بارزون منذ عام 1996 في مدينتها الأصلية، سان أنطونيو، في ولاية تكساس. أصبحت حفيدته لوسي بارزون دونيلي منتجة فيلم غري غاردنز الحائز على جائزة من إنتاج إتش بي أو. أما حفيده، ماثيو بارزون، فهو رجل أعمال شغل منصب سفير الولايات المتحدة الأمريكية في السويد منذ عام 2009 حتى عام 2011، وعُيّن عام 2013 سفيرًا في المملكة المتحدة.

## روابط خارجية
- جاك بارزون على موقع الموسوعة البريطانية (الإنجليزية)
- جاك بارزون على موقع إن إن دي بي (الإنجليزية)